# بروک استریم
بروک استریم (به انگلیسی: Brook Stream) رودخانه‌ای است که در انگلستان جریان دارد.